# HD74631
HD74631 — хімічно пекулярна зоря спектрального класу A0, що має видиму зоряну величину в смузі V приблизно  9,5.
Вона  розташована на відстані близько 1249,6 світлових років від Сонця.

## Пекулярний хімічний склад
Зоряна атмосфера HD74631 має підвищений вміст 
Si
.